# Kloster Horetscha

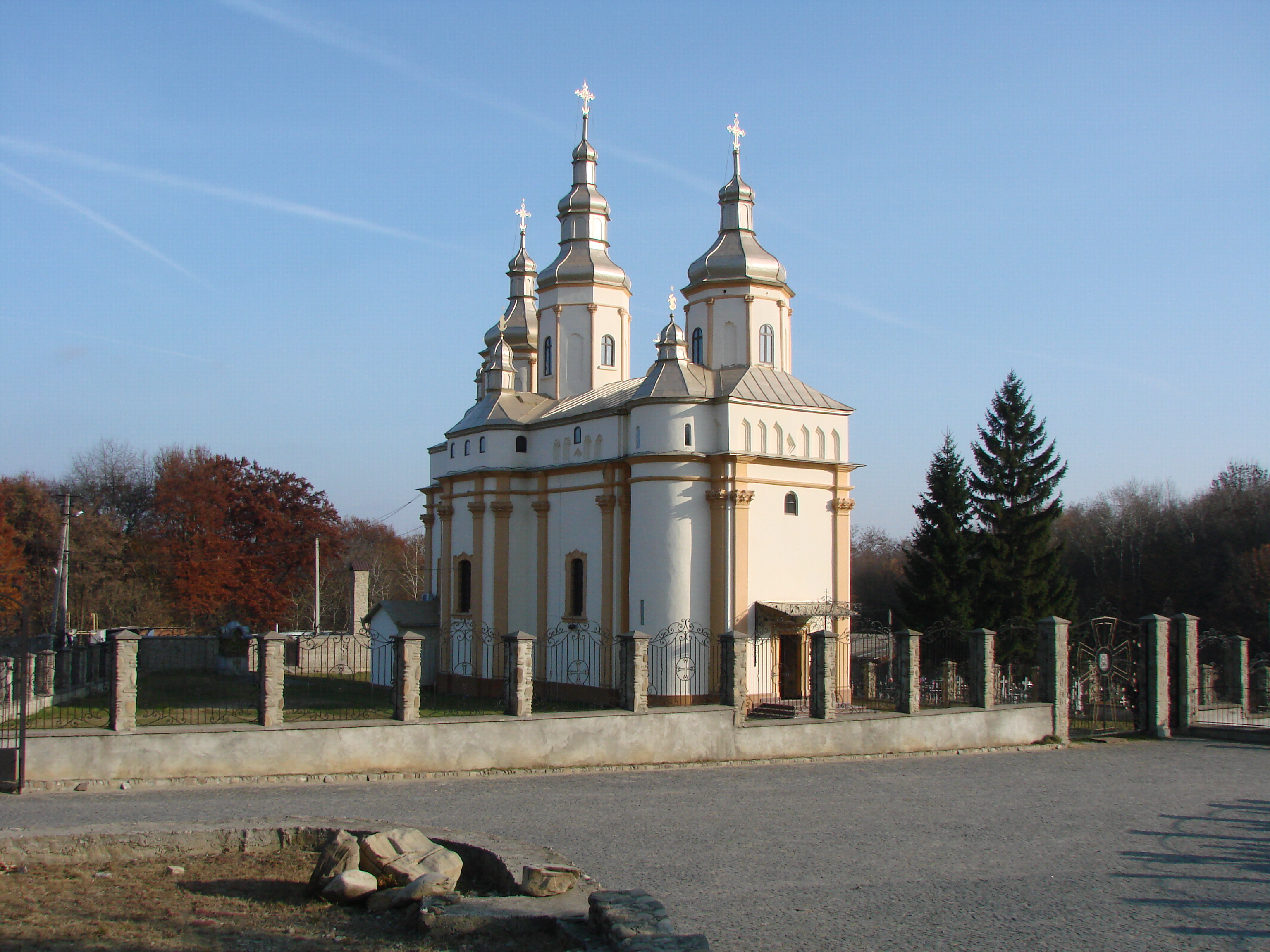
Klosterkirche

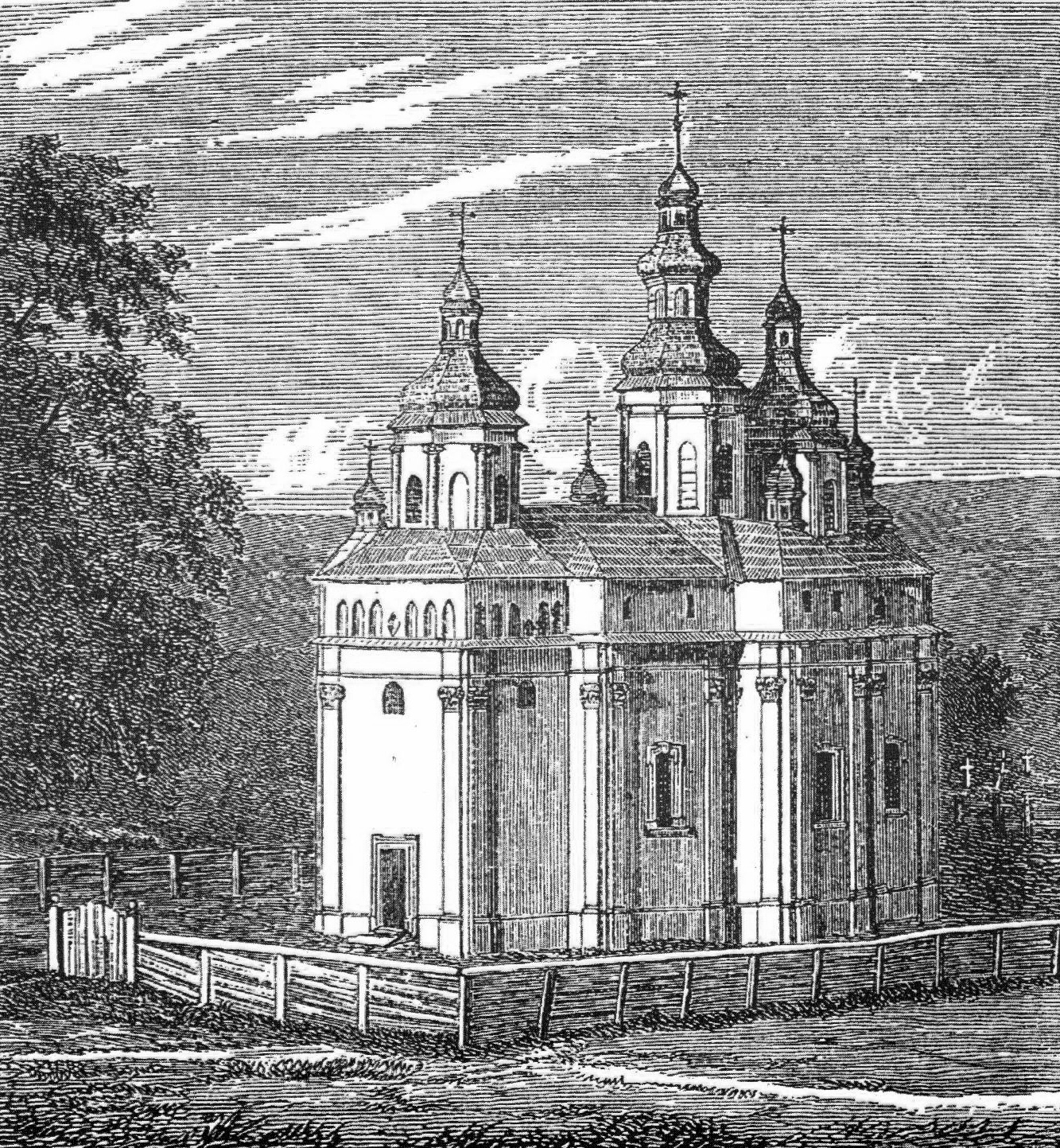
Zeichnung von 1874

Das Kloster Horetscha (ukrainisch Чоловічий монастир Різдва Пресвятої Богородиці Гореча; rumänisch Mănăstirea Horecea) ist ein Kloster in der ukrainischen Oblast Tscherniwzi. Es liegt am östlichen Stadtrand von Czernowitz.
Horetscha wurde vermutlich um 1712 von einem Mönch gegründet. Es lag im Fürstentum Moldau und wurde später als Teil der Bukowina ins Königreich Galizien und Lodomerien innerhalb der Habsburgermonarchie eingegliedert. In dieser Zeit wurde im Kloster ein theologisches Institut eingerichtet, welches 1809 nach Czernowitz verlegt wurde. Heute gehört das Kloster zur Diözese Tschernowzy und Bukowina der Russisch-Orthodoxen Kirche in der Ukraine.